# Paco Tortosa
Paco Tortosa Pastor (Vallada,1954), és doctor en Geografia nascut a Vallada, País Valencià, poble on va créixer junt amb la seua família, propietària d’un forn de pa.
Fotògraf autodidacta i viatger, és considerat pioner del cicloturisme a Espanya, precursor de les anomenades vies verdes i expert en geografia ambiental.
La seua vida i carrera han estat dedicades a explorar la riquesa cultural i natural dels paisatges que envolten, sobretot, el seu entorn més pròxim. Fruit d'aquest interés són una col·lecció de publicacions escrites i digitals, que han deixat una empremta notable en els àmbits del cicloturisme i la mobilitat sostenible, tot acompanyat d’una extensa documentació fotogràfica i un gran nombre de mapes detallats de les rutes realitzades.

## Biografia
Paco Tortosa va obtenir el seu doctorat en Geografia a la Universitat de València, on va cultivar la seua passió per l'estudi dels paisatges i com aquests interactuen amb la gent. Amb la seua bicicleta, ha explorat detalladament el País Valencià i altres regions, i ha escrit llibres que posen en valor el ric patrimoni cultural i natural de la seua terra natal, així com d'altres regions d'Espanya, la zona més austral de sud-amèrica, o Cuba.
Joan Romero, Catedràtic de Geografia Humana de la Universitat de València el descriu com: ...una de les persones que millor coneix i estima el seu país. Un geògraf pioner. Un dels nostres més destacats “paisatgistes” que des de fa dècades ha transitat entre paisatges. Un avançat al seu temps. Una persona que des de fa anys ha sabut conciliar com pocs el coneixement i la interpretació dels processos territorials i ambientals, a més de demostrar la seva coherència amb principis i valors que avui són àmpliament compartits però que fa tres dècades eren absolutament minoritaris. Amb una extraordinària capacitat per a captar la bellesa i l’ànima d’un paisatge en una imatge. Que ha mantingut el seu indeclinable compromís amb les causes justes i la seva voluntat de proposar i de suggerir que les coses es poden fer millor perquè això ens fa a tots un poc millors.
Durant la seua trajectòria ha recorregut més de 340.000 km a dos rodes, patint el furt de més de 12 bicicletes al llarg de la seua trajectòria, a més d’accidents i altres importunis.

## Obra
En 1980 va començar a viatjar pel País Valencià en bicicleta i a peu, podent afirmar que ha estat en 518 ajuntaments i municips valencians, el que li ha permés publicar vora publicar quasi 40 llibres i desenes d’audiovisuals, cartografies temàtiques, i estudis etnogràfics. Totes tenen un fil conductor: la predilecció pels espais rurals, la defensa dels valors ambientals i paisatgístics, l'excel·lent qualitat de les imatges i un coneixement excepcional dels llocs que ha volgut compartir amb els lectors.
Els seus llibres, versen sobre el patrimoni cultural i natural de les comarques valencianes, municipis, parcs naturals, patrimoni rural i cultural de zones d'interior valencianes, on tracta qüestions antropològiques, ambientals i paisatgístiques valencianes i d'altres zones de l’estat espanyol. Considerats com a literatura de viatges, inclouen descripcions detallades dels territoris i paisatges pels que ha passat, vivències que, a mode de dietaris reflexius o cròniques crítiques, inciten al lector a convertir-se en un viatger conscient de l'entorn pel que transita, al temps que convida a descobrir el context cultural de cada territori de manera intimista, assossegada i afectiva.
La seva obra més exitosa, "Espanya en bici", és coneguda com "la Bíblia" del cicloturisme a Espanya, ja que és una de les obres de capçalera per a cicloturistes. La primera edició, escrita amb la col·laboració de Mar Fornes, destaca per la seua minuciositat i la riquesa dels mapes i gràfics que l'acompanyen, tenint en compte el moment en què fou escrita (1984) i els mitjans de que es disponia. "Espanya en bici" va estar reeditada en 2017 després de recorrer cadascuna de les rutes, actualitzar la cartografia i afegir imatges actualitzades dels elements paisatgístics.

## Ecologia i sostenibilitat

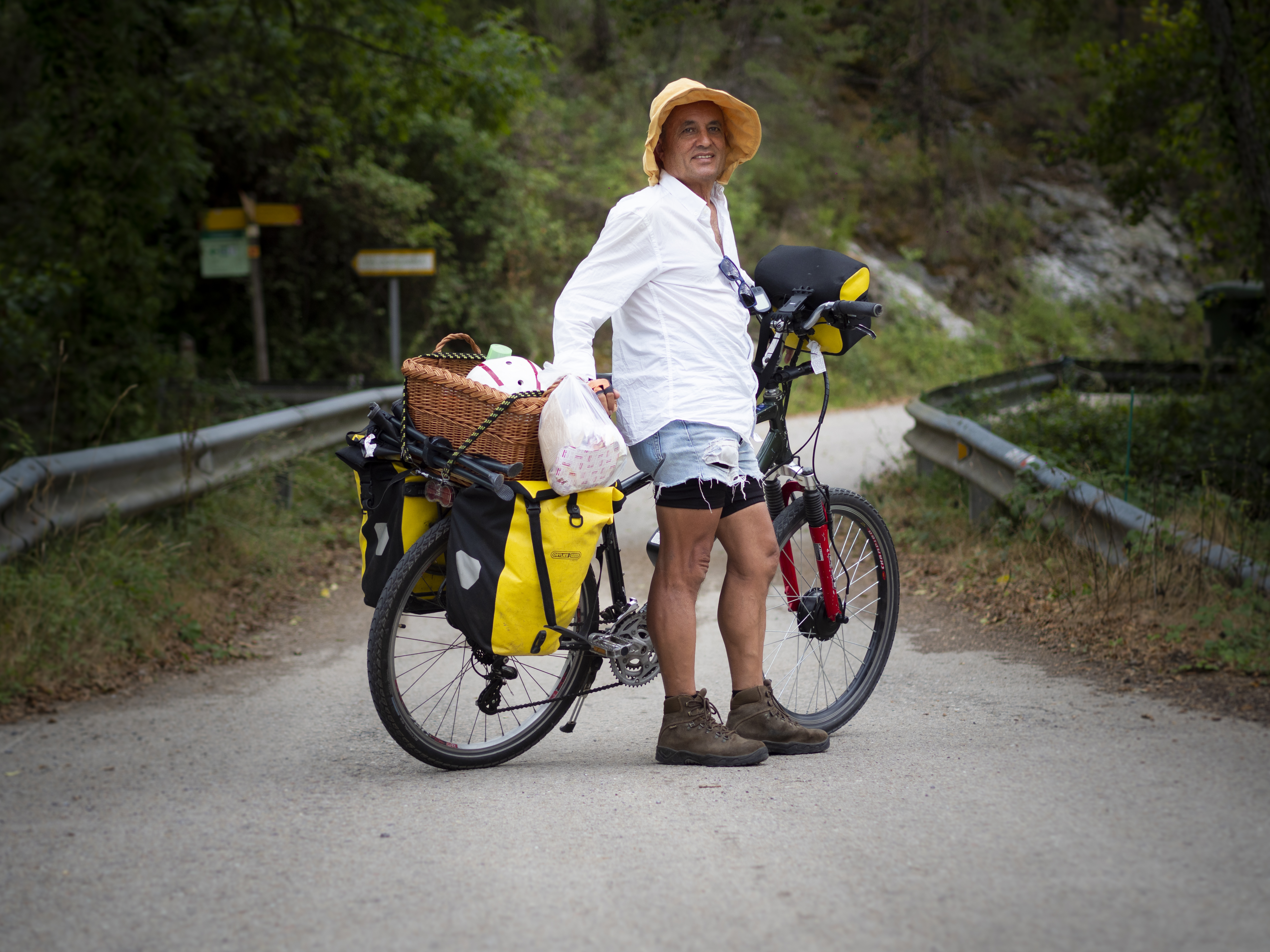
Paco Tortosa amb la seua bicicleta i la tradicional cistella valladina de vímet (2022).

És col·laborador habitual de la Cartelera Túria de València i va estar co-director de la Cooperativa Paleta d’Ocres com a membre durant la seua vida laboral activa.
Des de la dècada de 1990, ha intervingut en projectes relacionats amb el disseny de carrils bicis i la pacificació del trànsit a les ciutats i pobles valencians. Ha treballat en temes de mobilitat sostenible per a diferents administracions, i ha redactat Plans Directors en ciutats valencianes com Carcaixent, Torrent, Gandia, Sagunt i Silla, així com per a la Conselleria de Transports per l’Area Metropolitana de València, i projectes per a ajuntaments i el Govern Valencià, centrant-se en Plans de Vials No Motoritzats per a la mobilitat no motoritzada a peu i en bici, i en estudis de pacificació del trànsit. Destaca el treball realitzat per al Govern de les Illes Balears amb un projecte de planejament del conjunt de les quatre illes per connectar els seus pobles i ciutats mitjançant una xarxa de viaris no motoritzats.
Respecte al turisme cultural i natural, ha participat en el desenvolupament de projectes, entre els que podem destacar la coordinació del Centre BTT de la Comarca de l'Alt Palància, i plans directors en els municipis com Godella, Dènia, Ròtova, Bocairent o Alpont.
En l'actualitat col·labora amb l'Ajuntament d'Alzira en temes de mobilitat urbana sostenible, consolidant-se com una figura clau en la promoció d'un estil de vida més sostenible i respectuós amb el medi ambient.
A més a més, Paco Tortosa és llaurador ecològic, centrant-se especialment en el cultiu de tarongers a Carcaixent, on resideix actualment. A la seua filosofia del cicloturista, plasmada en un decàleg assossegat, poètic i sensual, destaca la importància de viatjar amb tranquil·litat, gaudir de la natura i mantenir una actitud positiva malgrat els desafiaments.

## Llibres publicats
Com a resultat dels seus viatges en bicicleta i la seua filosofia de vida, ha escrit una extensa obra amb reflexions i anàlisis de les realitats paisatgístiques, culturals i mediambientals del nostre país, recollides en una àmplia col·lecció d'obres que han enriquit la literatura turística i geogràfica, destacant per la minuciositat i els mapes i gràfics que les acompanyen.

## Articles i col·laboracions
- Cartelera Turia[10]
- Revista Descobrir Catalunya[11]
- El País[12]
- Levante[13]
- Revista Sin prisas[14]
- Revista Sostenible[15]
- Revista Turisme rural
- El Tossal Cartografies[16]
- Fundación de los Ferrocarriles Españoles y Vías Verdes[17]

## Premis
Paco Tortosa ha rebut diferents premis relacionats amb la sostenibilitat i la protecció del medi ambient.
- Guardó en la II Edició dels Premis Setmana Europea de la Mobilitat Sostenible en la Comunitat Valenciana 2017.[18]
- Reconeixement de l'Ajuntament de València en el Dia de la Bicicleta 2019.[19]
- Premi Túria a la Millor Contribució al Medi Ambient 2022.[20]